# Океанская (река, восток Парамушира)
Океанская — река в России на острове Парамушир, входящем в состав северной группы Большой гряды Курильских островов. Река впадает в Тихий Океан. Длина Океанской — 14 км, площадь водосборного бассейна — 41,8 км².
Истоки Океанской находятся в центральной части острова Парамушир, с восточной стороны Хребта Вернадского у подножий гор Крутая и Скальная, река течёт в восточном направлении до побережья Тихого океана.
На побережье острова Парамушир в 1 км к югу от реки Океанская имеется двухступенчатый водопад. Название водопада Ближний, его высота 30 метров.

## Данные водного реестра
По данным государственного водного реестра России относится к Амурскому бассейновому округу. Речной бассейн — бассейны рек острова Сахалин. Водохозяйственный участок — Курильские острова.
Код водного объекта 20050000312118300010454.